# 1988 في إسبانيا
فيما يلي قوائم الأحداث التي وقعت خلال عام 1988 في إسبانيا.

## سياسة

### تعيين في المنصب
- 1 يناير – ألفارو غيل روبلس Spanish Ombudsman [الإنجليزية]‏.

### انتهاء فترة المنصب
- 7 يوليو – خافيير سولانا المتحدث باسم الحكومة الإسبانية [الإنجليزية]‏.

## رياضة
- 1 يناير – طواف إسبانيا 1988

## برامج ومسلسلات وأنمي
- حكمة الأقزام

## مواليد

### يناير
- 5 يناير – يون إيتشيدي لاعب كرة قدم إسباني.
- 7 يناير – باتريثيا مورينو سانتشيث لاعبة جمباز فني إسبانية.
- 8 يناير – أدريان لوبيز لاعب كرة قدم إسباني.
- 9 يناير – مارك كروساس لاعب كرة قدم إسباني.
- 11 يناير – اليخاندرو لوبيز
- 12 يناير – فيكتور بيريز ألونسو لاعب كرة قدم إسباني.
- 12 يناير – هيكتور يوستي لاعب كرة قدم إسباني.
- 14 يناير – بيرتا بيتانثوس متسابقة يخت إسبانية.
- 16 يناير – فيسنتي إيبورا لاعب كرة قدم إسباني.
- 17 يناير – ألبيرت راموس لاعب كرة مضرب إسباني.
- 18 يناير – إنيغو بيريث لاعب كرة قدم إسباني.
- 25 يناير – ياغو هيريرين لاعب كرة قدم إسباني.
- 26 يناير – عمر راموس لاعب كرة قدم إسباني.

### فبراير
- 6 فبراير – خورخي ماكويدا لاعب كرة يد إسباني.
- 7 فبراير – روبيرتو كانيلا لاعب كرة قدم إسباني.
- 7 فبراير – ريتشارد نغويما لاعب كرة سلة إسباني.
- 14 فبراير – خافيير باتينيو لاعب كرة قدم إسباني.
- 15 فبراير – إيفان غونزاليس لاعب كرة قدم إسباني.
- 16 فبراير – دييغو كابيل لاعب كرة قدم إسباني.
- 29 فبراير – ميكيل بالنزياغا لاعب كرة قدم إسباني.

### مارس
- 3 مارس – رافاييل مونيوث بيريث سبّاح إسباني.
- 13 مارس – خوسيه أنطونيو بيكون سيدانو لاعب كرة قدم إسباني.
- 13 مارس – داني ريفاس متسابق دراجات نارية إسباني.
- 13 مارس – راوول فرنانديث لاعب كرة قدم إسباني.
- 18 مارس – خاومي كوستا لاعب كرة قدم إسباني.
- 18 مارس – ريكارد كاردوس متسابق دراجات نارية إسباني.
- 20 مارس – ألبيرتو بوينو لاعب كرة قدم إسباني.
- 25 مارس – غييرمو أولاسو لاعب كرة مضرب إسباني.

### أبريل
- 7 أبريل – بير ريبا لاعب كرة مضرب إسباني.
- 14 أبريل – روبرتو باوتيستا أغوت لاعب كرة مضرب إسباني.
- 21 أبريل – بيدرو موسكيرا لاعب كرة قدم إسباني.
- 21 أبريل – سيبو بوال لاعب كرة قدم إسباني.
- 24 أبريل – لاورا لوبيث فايي
- 28 أبريل – خوان ماتا لاعب كرة قدم إسباني.
- 30 أبريل – ماريو فرنانديز

### مايو
- 15 مايو – هوغو لوبيز لاعب كرة قدم إسباني.
- 25 مايو – أدريان غونزاليز موراليس لاعب كرة قدم إسباني.
- 29 مايو – كارمن مارتين لاعبة كرة يد إسبانية.

### يونيو
- 11 يونيو – خيسوس فرنانديز كويادو لاعب كرة قدم إسباني.
- 12 يونيو – فيكتور دياز ميغيل لاعب كرة قدم إسباني.
- 15 يونيو – خوكين إسبارزا لاعب كرة قدم إسباني.
- 18 يونيو – خورخي ديفيسا لاعب كرة قدم إسباني.
- 20 يونيو – نيكولاس غارثيا إيمي لاعب تايكوندو إسباني.
- 25 يونيو – أنخيل مونتورو سانتشيز لاعب كرة قدم إسباني.

### يوليو
- 3 يوليو – ميجيل أنخيل لوبيز
- 8 يوليو – ميكي روكي لاعب كرة قدم إسباني.
- 16 يوليو – سيرجيو بوسكيتس لاعب كرة قدم إسباني.
- 19 يوليو – نيكو ميندجيا لاعب كرة يد إسباني.
- 26 يوليو – بيدرو بيريز
- 29 يوليو – ميغيل ألفونسو هيريرو لاعب كرة قدم إسباني.

### أغسطس
- 18 أغسطس – خافيير ألامو كروز لاعب كرة قدم إسباني.
- 21 أغسطس – فرانشيسكو خوسيه أوليفاس لاعب كرة قدم إسباني.
- 24 أغسطس – مارتن بيوسا لاعب كرة سلة إسباني.
- 28 أغسطس – يويل رودريغيز لاعب كرة قدم إسباني.
- 30 أغسطس – فيكتور كليفر لاعب كرة سلة إسباني.
- 31 أغسطس – فيسنتي غوميز أومبيريز لاعب كرة قدم إسباني.

### سبتمبر
- 1 سبتمبر – سرخيو إسكوديرو لاعب كرة قدم ياباني.
- 2 سبتمبر – خافي مارتينيز لاعب كرة قدم إسباني.
- 3 سبتمبر – كارلا سواريز نافارو لاعبة كرة مضرب إسبانية.
- 7 سبتمبر – ألكساندر ميخيا لاعب كرة قدم كولومبي.
- 7 سبتمبر – راؤول ألبينتوسا لاعب كرة قدم إسباني.
- 10 سبتمبر – لوكاس بيريز لاعب كرة قدم إسباني.
- 11 سبتمبر – خوان فرانسيسكو مورينو فويرتس لاعب كرة قدم إسباني.
- 19 سبتمبر – فيسينت غارسيا دي ماتيوس دراج إسباني.
- 27 سبتمبر – نيكولاس تيرول متسابق دراجات نارية إسباني.

### أكتوبر
- 3 أكتوبر – تارا باتشيكو متسابقة يخت إسبانية.
- 12 أكتوبر – راؤول غوني لاعب كرة قدم إسباني.
- 21 أكتوبر – غونزالو كايسيدو لاعب كرة قدم إسباني.
- 21 أكتوبر – فيكتور أندريس لاعب كرة قدم إسباني.

### نوفمبر
- 16 نوفمبر – جوليان ميراليس رودريغيز متسابق دراجات نارية إسباني.
- 17 نوفمبر – بياتريس غارسيا فيداجاني لاعبة كرة مضرب إسبانية.
- 27 نوفمبر – ماريا نونيز لاعبة كرة يد إسبانية.

### ديسمبر
- 14 ديسمبر – إينيكو بوفيدا لاعب كرة قدم إسباني.
- 17 ديسمبر – إيفان مايسترو متسابق دراجات نارية إسباني.
- 30 ديسمبر – خوان خوسيه لوباتو درّاج طريق إسباني.

## وفيات

### يناير
- 3 يناير – فيرناندو غونزاليس فالنسياغا (مواليد 1921) لاعب كرة قدم إسباني.

### مارس
- 8 مارس – إفريقا دي لاس إراس (مواليد 1909)

### يونيو
- 2 يونيو – جيسوس فرنانديز (مواليد 1926) كاتب إسباني.

### ديسمبر
- 13 ديسمبر – ماريا تيريزا ليون (مواليد 1903)